# Gran Premio di superbike di Albacete 1998
Il Gran Premio di Superbike di Albacete 1998 è stata la quarta prova su dodici del campionato mondiale Superbike 1998, è stato disputato il 24 maggio sul circuito di Albacete e ha visto la vittoria di Pierfrancesco Chili in gara 1, mentre la gara 2 è stata vinta da Carl Fogarty.
La vittoria nella gara valevole per il campionato mondiale Supersport è stata invece ottenuta da Fabrizio Pirovano.

## Risultati

### Gara 1

#### Arrivati al traguardo[6]
| Pos. | Nº  | Pilota               | Squadra              | Motocicletta | Giri | Tempo     | Griglia | Punti |
| ---- | --- | -------------------- | -------------------- | ------------ | ---- | --------- | ------- | ----- |
| 1º   | 7   | Pierfrancesco Chili  | Ducati Racing ADVF   | Ducati       | 20   | 34:32.554 | 9º      | 25    |
| 2º   | 11  | Troy Corser          | Ducati Racing ADVF   | Ducati       | 20   | +0:01.316 | 10º     | 20    |
| 3º   | 35  | Gregorio Lavilla     | De Cecco Racing      | Ducati       | 20   | +0:03.809 | 4º      | 16    |
| 4º   | 111 | Aaron Slight         | Castrol Honda        | Honda        | 20   | +0:10.650 | 6º      | 13    |
| 5º   | 45  | Colin Edwards        | Castrol Honda        | Honda        | 20   | +0:11.978 | 5º      | 11    |
| 6º   | 44  | Scott Russell        | Yamaha World SBK     | Yamaha       | 20   | +0:12.112 | 2º      | 10    |
| 7º   | 5   | Neil Hodgson         | Kawasaki Racing      | Kawasaki     | 20   | +0:12.894 | 3º      | 9     |
| 8º   | 39  | Alessandro Gramigni  | Gattolone Racing     | Ducati       | 20   | +0:36.202 | 13º     | 8     |
| 9º   | 2   | Carl Fogarty         | Ducati Performance   | Ducati       | 20   | +0:46.785 | 8º      | 7     |
| 10º  | 41  | Noriyuki Haga        | Yamaha World SBK     | Yamaha       | 20   | +0:51.169 | 1º      | 6     |
| 11º  | 8   | James Whitham        | Suzuki WSB           | Suzuki       | 20   | +0:52.889 | 11º     | 5     |
| 12º  | 9   | Piergiorgio Bontempi | Kawasaki Bertocchi   | Kawasaki     | 20   | +0:53.550 | 12º     | 4     |
| 13º  | 4   | Akira Yanagawa       | Kawasaki Racing      | Kawasaki     | 20   | +0:53.658 | 7º      | 3     |
| 14º  | 6   | Peter Goddard        | Suzuki WSB           | Suzuki       | 20   | +0:54.959 | 14º     | 2     |
| 15º  | 57  | Erkka Korpiaho       | Rkm Racing           | Kawasaki     | 20   | +1:05.985 | 15º     | 1     |
| 16º  | 21  | Jean-Marc Delétang   | Yamaha Motor France  | Yamaha       | 20   | +1:22.789 | 16º     |       |
| 17º  | 50  | Jiří Mrkývka         | SBK Team JM          | Honda        | 19   | +1 giro   | 20º     |       |
| 18º  | 10  | Andrew Stroud        | Andrew Stroud Racing | Kawasaki     | 19   | +1 giro   | 19º     |       |
| 19º  | 27  | Frédéric Protat      | FP Racing            | Ducati       | 19   | +1 giro   | 18º     |       |
| 20º  | 53  | Vladimír Karban      | Karban R. Team       | Suzuki       | 18   | +2 giri   | 21º     |       |

#### Ritirato
| Nº | Pilota      | Squadra        | Motocicletta | Giri | Griglia |
| -- | ----------- | -------------- | ------------ | ---- | ------- |
| 15 | Igor Jerman | Team Bertocchi | Kawasaki     | 2    | 17º     |

### Gara 2

#### Arrivati al traguardo[7]
| Pos. | Nº  | Pilota               | Squadra              | Motocicletta | Giri | Tempo     | Griglia | Punti |
| ---- | --- | -------------------- | -------------------- | ------------ | ---- | --------- | ------- | ----- |
| 1º   | 2   | Carl Fogarty         | Ducati Performance   | Ducati       | 20   | 31:09.535 | 8º      | 25    |
| 2º   | 111 | Aaron Slight         | Castrol Honda        | Honda        | 20   | +0:06.032 | 6º      | 20    |
| 3º   | 11  | Troy Corser          | Ducati Racing ADVF   | Ducati       | 20   | +0:08.807 | 10º     | 16    |
| 4º   | 41  | Noriyuki Haga        | Yamaha World SBK     | Yamaha       | 20   | +0:15.357 | 1º      | 13    |
| 5º   | 7   | Pierfrancesco Chili  | Ducati Racing ADVF   | Ducati       | 20   | +0:16.162 | 9º      | 11    |
| 6º   | 9   | Piergiorgio Bontempi | Kawasaki Bertocchi   | Kawasaki     | 20   | +0:20.656 | 12º     | 10    |
| 7º   | 4   | Akira Yanagawa       | Kawasaki Racing      | Kawasaki     | 20   | +0:20.744 | 7º      | 9     |
| 8º   | 6   | Peter Goddard        | Suzuki WSB           | Suzuki       | 20   | +0:29.677 | 14º     | 8     |
| 9º   | 44  | Scott Russell        | Yamaha World SBK     | Yamaha       | 20   | +0:30.991 | 2º      | 7     |
| 10º  | 8   | James Whitham        | Suzuki WSB           | Suzuki       | 20   | +1:00.057 | 11º     | 6     |
| 11º  | 21  | Jean-Marc Delétang   | Yamaha Motor France  | Yamaha       | 20   | +1:00.728 | 16º     | 5     |
| 12º  | 15  | Igor Jerman          | Team Bertocchi       | Kawasaki     | 20   | +1:07.780 | 17º     | 4     |
| 13º  | 27  | Frédéric Protat      | FP Racing            | Ducati       | 20   | +1:15.505 | 18º     | 3     |
| 14º  | 5   | Neil Hodgson         | Kawasaki Racing      | Kawasaki     | 20   | +1:21.942 | 3º      | 2     |
| 15º  | 50  | Jiří Mrkývka         | SBK Team JM          | Honda        | 20   | +1:37.421 | 20º     | 1     |
| 16º  | 10  | Andrew Stroud        | Andrew Stroud Racing | Kawasaki     | 19   | +1 giro   | 19º     |       |

#### Ritirati
| Nº | Pilota              | Squadra          | Motocicletta | Giri | Griglia |
| -- | ------------------- | ---------------- | ------------ | ---- | ------- |
| 53 | Vladimír Karban     | Karban R. Team   | Suzuki       | 7    | 21º     |
| 57 | Erkka Korpiaho      | Rkm Racing       | Kawasaki     | 6    | 15º     |
| 39 | Alessandro Gramigni | Gattolone Racing | Ducati       | 1    | 13º     |
| 35 | Gregorio Lavilla    | De Cecco Racing  | Ducati       | 0    | 4º      |
| 45 | Colin Edwards       | Castrol Honda    | Honda        | 0    | 5º      |

### Supersport

#### Arrivati al traguardo
| Pos. | Nº | Pilota               | Squadra              | Motocicletta | Giri | Tempo     | Punti |
| ---- | -- | -------------------- | -------------------- | ------------ | ---- | --------- | ----- |
| 1º   | 8  | Fabrizio Pirovano    | Alstare Corona       | Suzuki       | 20   | 34'39.845 | 25    |
| 2º   | 4  | Stéphane Chambon     | Alstare Corona       | Suzuki       | 20   | +28.338   | 20    |
| 3º   | 17 | Pere Riba            | Garella Racing       | Ducati       | 20   | +33.675   | 16    |
| 4º   | 5  | Massimo Meregalli    | Yamaha Belgarda      | Yamaha       | 20   | +42.878   | 13    |
| 5º   | 9  | Wilco Zeelenberg     | Yamaha Dee Cee J.RT  | Yamaha       | 20   | +46.321   | 11    |
| 6º   | 2  | Vittoriano Guareschi | Yamaha Belgarda      | Yamaha       | 20   | +46.832   | 10    |
| 7º   | 34 | Giuseppe Fiorillo    | Suzuki Italia        | Suzuki       | 20   | +46.854   | 9     |
| 8º   | 1  | Paolo Casoli         | Ducati Performance   | Ducati       | 20   | +47.522   | 8     |
| 9º   | 37 | Serafino Foti        | Bimota Tamoil        | Bimota       | 20   | +48.178   | 7     |
| 10º  | 51 | Francisco Riquelme   | Desmo Racing         | Ducati       | 20   | +48.188   | 6     |
| 11º  | 25 | Christophe Cogan     | Yamaha Motor France  | Yamaha       | 20   | +48.318   | 5     |
| 12º  | 33 | Robert Ulm           | Sebring Yamaha Aus.  | Yamaha       | 20   | +54.896   | 4     |
| 13º  | 23 | Marc Garcia          | II Brothers Racing   | Ducati       | 20   | +1'07.924 | 3     |
| 14º  | 27 | Camillo Mariottini   | Bimota Arrow         | Bimota       | 20   | +1'11.404 | 2     |
| 15º  | 19 | Walter Tortoroglio   | Sacchi Corse         | Suzuki       | 20   | +1'16.173 | 1     |
| 16º  | 14 | Marco Risitano       | Kawasaki Team Italia | Kawasaki     | 20   | +1'23.339 |       |
| 17º  | 7  | Ferdinando Di Maso   | Garella Racing       | Ducati       | 20   | +1'31.839 |       |
| 18º  | 58 | Gerhard Lindner      | Motorrad Action      | Kawasaki     | 19   | +1 giro   |       |
| 19º  | 28 | Javier Rodriguez     | Lozano Racing        | Yamaha       | 19   | +1 giro   |       |
| 20º  | 53 | J.Mariano Rosales    | Moto Elite Racing    | Honda        | 19   | +1 giro   |       |
| 21º  | 26 | Marc Fissette        | BKM Racing           | Yamaha       | 19   | +1 giro   |       |
| 22º  | 96 | Claude Alain Jaggi   | Phillippe Cuolon     | Ducati       | 18   | +2 giri   |       |
| 23º  | 18 | Cristiano Migliorati | Endoug Marchesi Cor. | Ducati       | 18   | +2 giri   |       |
| 24º  | 21 | Roberto Teneggi      | Falappa Ghelfi       | Ducati       | 17   | +3 giri   |       |

#### Ritirati
| Nº | Pilota                | Squadra              | Motocicletta | Giri |
| -- | --------------------- | -------------------- | ------------ | ---- |
| 22 | Stefan Nebel          | Kawasaki Junior      | Kawasaki     | 18   |
| 3  | Yves Briguet          | Endoug Marchesi Cor. | Ducati       | 10   |
| 10 | Thomas Hinterreiter   | San Marino Hinterr.  | Kawasaki     | 9    |
| 15 | Jean-Philippe Ruggia  | Bimota Tamoil        | Bimota       | 8    |
| 12 | Albert Aerts          | BKM Racing           | Yamaha       | 6    |
| 35 | Mauro Lucchiari       | De Cecco Racing      | Ducati       | 6    |
| 6  | Mario Innamorati      | Kawasaki Team Italia | Kawasaki     | 6    |
| 57 | Gilson Scudeler       | Ducati Galp          | Ducati       | 4    |
| 20 | Werner Daemen         | Kawasaki Belgium     | Kawasaki     | 3    |
| 11 | Giovanni Bussei       | Suzuki Italy         | Suzuki       | 0    |
| 16 | Sébastien Charpentier | Honda Reflex         | Honda        | 0    |
| 24 | Bernard Garcia        | II Brothers Racing   | Ducati       | 0    |